# Arthur Fiedler
Arthur Fiedler (17 de dezembro de 1894 — 10 de julho de 1979) foi um maestro estadunidense, permanecendo por um longo período na Orquestra Pops de Boston.

## Biografia
Fiedler nasceu em Boston, Massachusetts. Seu pai foi o violinista austríaco, que se apresentava na Orquestra Sinfônica de Boston, e sua mãe foi uma pianista. Ele cresceu em Boston e ingressou na Escola Latina de Boston, até seu pai se aposentar e retornar para a Áustria, onde ele estudou e trabalhou até retornar para Boston. Em 1909, seu pai o mandou para Berlim para estudar violino com Willy Hess e em 1915 ele ingressou na Orquestra Sinfônica de Boston sob Karl Muck como o violinista. Ele também trabalhou como pianista, organista e percussionista.

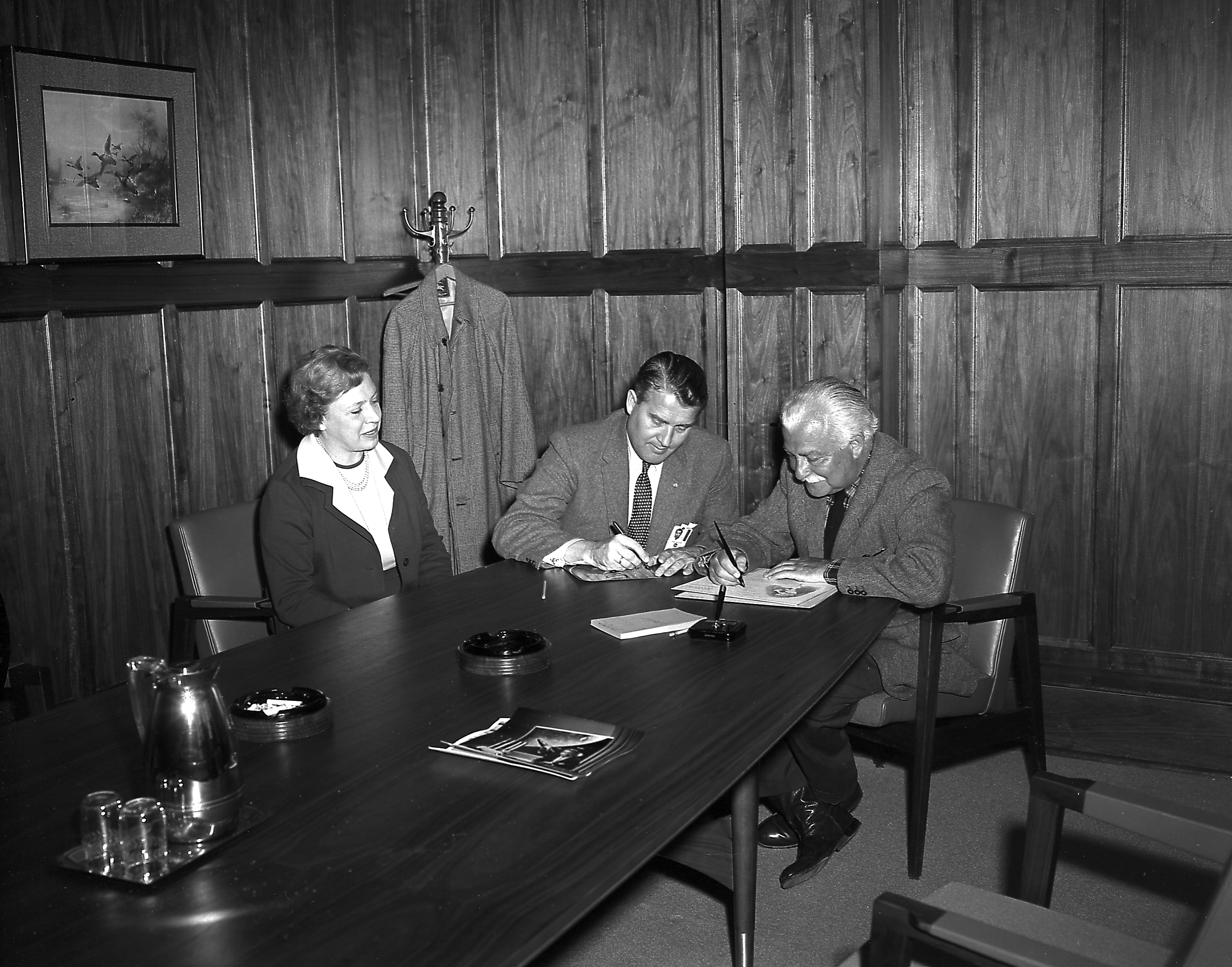
Sr. e Sra. Fiedler com Wernher von Braun.

Em 1924, Fliedler formou a "Sinfonietta de Boston", uma orquestra de música de câmara, com membros da Sinfônica de Boston. Ele foi apontado como o décimo oitavo maestro da Orquestra Pops de Boston em 1930. Sob a direção de Fiedler, a orquestra fez inúmeras gravações para a RCA Victor, com um lucro de US$ 50 milhões. Fiedler também foi associado com a Orquestra Pops de São Francisco durante vinte e seis verões, começando em 1949.
Ofereceu-se como voluntário na Segunda Guerra Mundial para a Reserva Temporária da Guarda Costeira.
Arthur tinha muitos hobbies. Ele foi fascinado pelo trabalho dos bombeiros e viajou com seu veículo para assistir o trabalho dos bombeiros em grandes incêndios. Ele foi nomeado o "Capitão Honorário" do Departamento de Bombeiros de Boston.
Fiedler faleceu no Brookline, Massachusetts, aos oitenta e quatro anos, no dia 10 de Julho de 1979. Ele estava completando seus cinquenta anos à frente da Orquestra Pops quando faleceu. Em sua honra, a orquestra fez uma escultura com seu rosto e a fixou perto do Charles River Esplanade.
O seu último álbum, foi intitulado Saturday Night Fiedler.
Em sua honra, com vasta influência na música americana, a 23 de outubro de 1976 foi condecorado pela prestigiosa Universidade da Pensilvânia com a medalha de Mérito.
Em 10 de janeiro de 1977, Fiedler foi agraciado com a Medalha Presidencial da Liberdade pelo Presidente Gerald Ford.